# Limoges Football
Limoges Football ist ein französischer Fußballverein aus Limoges, der Hauptstadt des französischen Départements Haute-Vienne.
Die Vereinsfarben sind Blau, Rot und Weiß. Die Ligamannschaft spielt heute im Stade Saint-Lazare, das eine Kapazität von 3.000 Plätzen aufweist; für die aktuellen Zuschauerzahlen wäre das Stade Municipal deutlich zu groß, in dem der FC 1960, beim Gastspiel des Tabellenführers Stade Reims, mit 17.600 Besuchern seinen Vereinsrekord aufstellte.
Vereinspräsident ist Michel Robert; die erste Mannschaft wird derzeit von Necim Luciani trainiert.

## Geschichte

Historisches Logo 1980er Jahre

Der Klub entstand 1947 unter dem Namen Limoges Football Club als Produkt einer Fusion aus Red Star Athlétique de Limoges (gegründet 1917) und des ehemaligen Universitätssportvereins Union Sportive Athlétique de Limoges (gegründet 1929). Diesen Namen behielt der Verein bis 1987 bei, dann musste er Konkurs anmelden und wurde unter dem Namen Limoges Foot 87 wiedergegründet.
Im Januar 2020 wurde der Verein zwangsliquidiert, und die A-Mannschaften wurden für aufgelöst erklärt. Die sportlichen Rechte des Vereins wurden am 24. Januar 2020 vom französischen Fußballverband an eine neue Einheit, Limoges Football, übertragen, so dass der Junioren- und Frauenfußball im Verein weitergeführt werden kann.
Nach dem Zwangsabstieg der Männermannschaft, schaffte es der Verein zwei Mal in Folge aufzusteigen. 2023, drei Jahre nach der Insolvenz, kehrte er in die Régional 2 zurück.

## Ligazugehörigkeit
Profistatus hat Limoges 1957–1987 besessen. Erstklassig (Division 1, seit 2002 in Ligue 1 umbenannt) spielte der Klub nur von 1958 bis 1961 (beste Platzierung: Rang 10), war aber bis 1957 und wieder ab 1961 über 20 Jahre lang zweitklassig. In der Saison 2013/14 tritt er im CFA 2 (fünfte Liga) an. Seit 2023 spielt er in der Régional 2.

## Erfolge
- Französischer Meister: Bisher beste Platzierung war Tabellenrang 10 (1959/60)

## Bekannte Spieler und Trainer
- Raymond Cicci, Spieler 1957–1961
- Pierre Flamion, Trainer in der erfolgreichsten Zeit des LFC (1957–1962)
- Yvon Goujon, Trainer 1970–1972
- Armand Penverne, Spieler 1960/61
- François Remetter, Spieler 1958/59 und 1964–1966
- Guy Roux, Spieler 1957/58
- Paul Sauvage, Spieler 1957–1960
- Henri Skiba, Trainer 1978–1981